# Cormobates
Cormobates is een geslacht van vogels uit de orde zangvogels.

## Soorten
Het geslacht telt twee soorten:
- Cormobates leucophaea – Witkeelkruiper
- Cormobates placens – Papoeakruiper